# Masters de Canadá 2006

Ana Ivanovic en la final del Masters de Canadá 2006

El Masters de Canadá 2006 (también conocido como Rogers Masters por razones de patrocinio) fue un torneo de tenis jugado sobre pista dura. Fue la edición número 117 de este torneo. El torneo masculino formó parte de los ATP World Tour Masters 1000 en la ATP. La versión masculina se celebró entre el 7 de agosto y el 13 de agosto de 2006.

## Campeones

### Individuales masculinos
Roger Federer vence a  Richard Gasquet, 2–6, 6–3, 6–2.

### Dobles masculinos
Bob Bryan /  Mike Bryan vencen a  Paul Hanley /  Kevin Ullyett, 6–3, 7–5.

### Individuales femeninos
Ana Ivanovic vence a  Martina Hingis, 6–2, 6–3.

### Dobles femeninos
Nadia Petrova /  Martina Navratilova vencen a  Cara Black /  Anna-Lena Grönefeld, 6–1, 6–2.